# Neosericania habonensis
Neosericania habonensis är en skalbaggsart som beskrevs av Ahrens 2002. Neosericania habonensis ingår i släktet Neosericania och familjen Melolonthidae. Inga underarter finns listade i Catalogue of Life.